# Dan Bramble

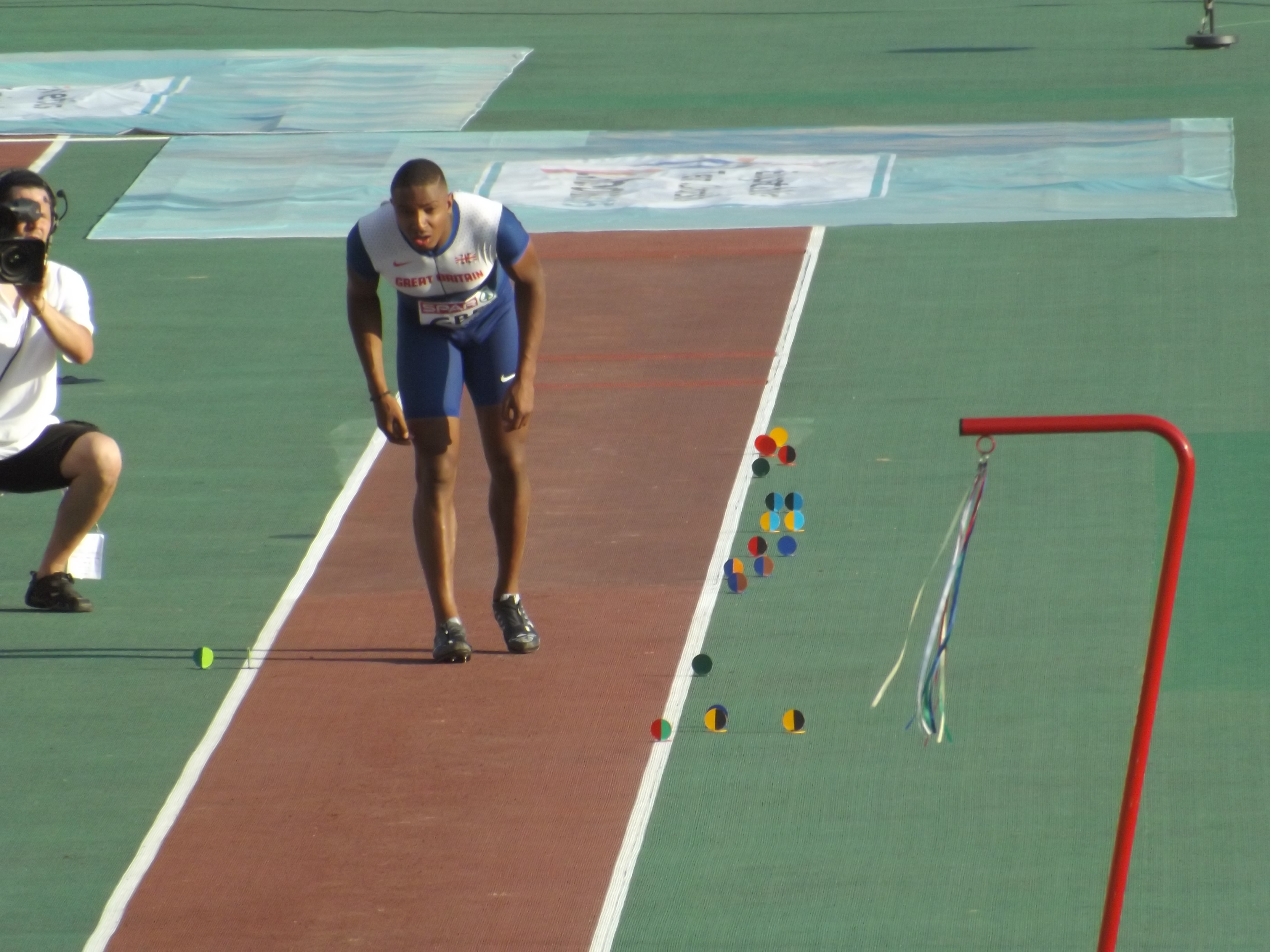
Dan Bramble beim ETCH 2015

Daniel „Dan“ Bramble (* 14. Oktober 1990 in Chesterfield) ist ein britischer Weitspringer.

## Sportliche Laufbahn
Erste internationale Erfahrungen sammelte Dan Bramble bei der Team-Europameisterschaft 2015 in Tscheboksary, bei denen er Achter im Weitsprung und Elfter im Dreisprung wurde. Im Weitsprung qualifizierte er sich für die Weltmeisterschaften in Peking, bei denen er mit 7,83 m in der Qualifikation ausschied. 2016 nahm er an den Hallenweltmeisterschaften in Portland teil und belegte dort mit 8,14 m den sechsten Platz. 2017 schied er bei den Halleneuropameisterschaften in Belgrad mit 7,64 m in der Qualifikation aus und gewann bei der Team-Europameisterschaft in Lille mit 8,00 m die Goldmedaille. 2018 nahm er erstmals an den Commonwealth Games im australischen Gold Coast teil und belegte dort mit 7,94 m den fünften Platz. Anfang August nahm er an den Europameisterschaften in Berlin teil und belegte dort mit 7,90 m im Finale den siebten Platz.
2017 wurde Bramble britischer Meister im Weitsprung im Freien sowie zwischen 2015 und 2017 in der Halle.

## Persönliche Bestleistungen
- Weitsprung: 8,21 m (+1,8 m/s), 18. April 2015 in Clermont
  - Weitsprung (Halle): 8,14 m, 20. März 2016 in Portland